# Tranh cãi về vắc xin

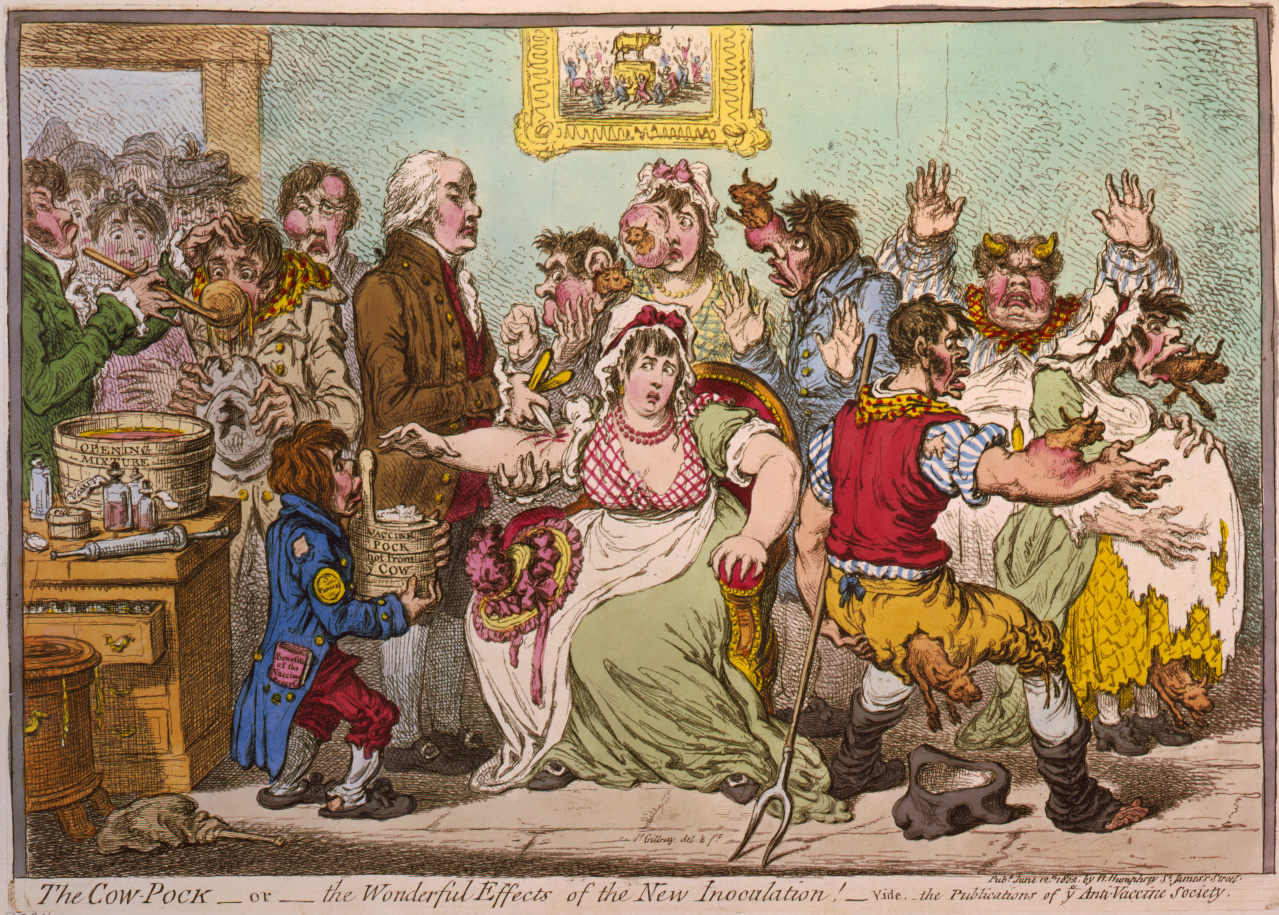
James Gillray, The Cow-Pock—or—the Wonderful Effects of the New Inoculation! (1802)

Tranh cãi về vắc-xin đã xuất hiện từ gần 80 năm trước khi các quy định pháp luật về vắc-xin và tiêm chủng được giới thiệu. Bất chấp sự đồng thuận khoa học cao rằng vắc-xin an toàn và hiệu quả, những lo ngại không có căn cứ về tính an toàn vẫn diễn ra, dẫn đến sự bùng phát và tử vong các bệnh có thể phòng ngừa được bằng vắc-xin. Một nguồn gốc khác của cuộc tranh cãi là liệu tiêm chủng bắt buộc có vi phạm quyền tự do dân sự hay làm giảm niềm tin của công chúng vào tiêm chủng.
Một số người thì do dự không muốn tiêm vắc xin, họ chậm trễ trong việc chấp nhận hoặc từ chối vắc xin mặc dù có sẵn các dịch vụ vắc xin. Lo ngại về vắc xin rất phức tạp và có bối cảnh cụ thể, thay đổi theo thời gian, địa điểm và loại vắc xin. Nó bị ảnh hưởng bởi các yếu tố như sự tự mãn, sự tiện lợi, sự tự tin và sự thiếu hiểu biết về cách hoạt động của vắc xin. Thuật ngữ này bao gồm các trường hợp từ chối tiêm chủng hoàn toàn, trì hoãn tiêm chủng, chấp nhận vắc xin nhưng không chắc chắn về việc sử dụng chúng hoặc sử dụng một số loại vắc xin nhưng không sử dụng loại vắc xin khác.
Có một sự đồng thuận khoa học rõ ràng vắc-xin thường an toàn và hiệu quả. Ngần ngại tiêm vắc-xin thường dẫn đến bùng phát dịch bệnh và tử vong từ các bệnh có thể phòng ngừa bằng vắc xin. Do vậy Tổ chức Y tế Thế giới nhấn mạnh việc ngần ngại không tiêm vắc-xin là một trong mười mối đe dọa sức khỏe toàn cầu hàng đầu.
Do dự chủ yếu là kết quả của các cuộc tranh luận công khai xung quanh các vấn đề y tế, đạo đức và pháp lý liên quan đến vắc xin. Sự lưỡng lự không muốn tiêm vắc xin bắt nguồn từ nhiều yếu tố chính bao gồm sự thiếu tự tin của một người (không tin tưởng vào vắc xin và/hoặc nhà cung cấp dịch vụ chăm sóc sức khỏe), sự tự mãn (người đó không thấy cần đến vắc xin hoặc không thấy giá trị của vắc xin) và sự tiện lợi (tiếp cận với vắc xin). Sự ngần ngại này đã tồn tại kể từ khi phát minh ra tiêm chủng và có trước khi các thuật ngữ "vắc xin" và "tiêm chủng" được hình thành gần 80 năm. Các giả thuyết cụ thể do những người ủng hộ chống tiêm chủng đưa ra đã thay đổi theo thời gian.
Các luật được đề xuất coi việc tiêm chủng là bắt buộc, chẳng hạn như Dự luật 277 của Thượng viện California và No Jab No Pay của Úc, đã bị các tổ chức và nhà hoạt động chống tiêm chủng phản đối. Phản đối việc tiêm chủng bắt buộc có thể dựa trên tâm lý chống lại vắc xin, lo ngại rằng nó vi phạm quyền tự do dân sự hoặc làm giảm lòng tin của công chúng đối với việc tiêm chủng hoặc nghi ngờ ngành công nghiệp dược phẩm dùng vắc xin để trục lợi.

## Tính hiệu quả

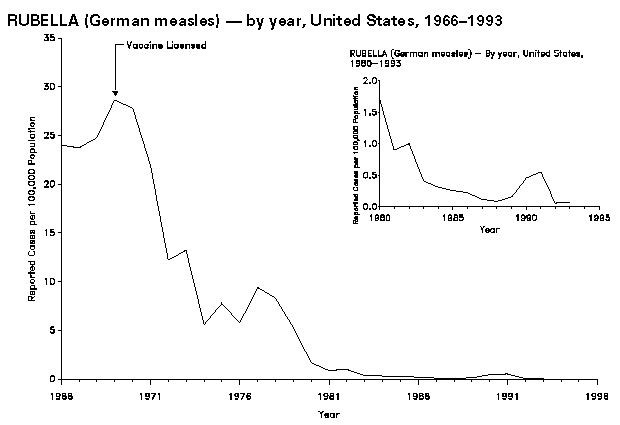
Rubella giảm mạnh khi tiêm chủng phổ quát được giới thiệu, theo CDC.

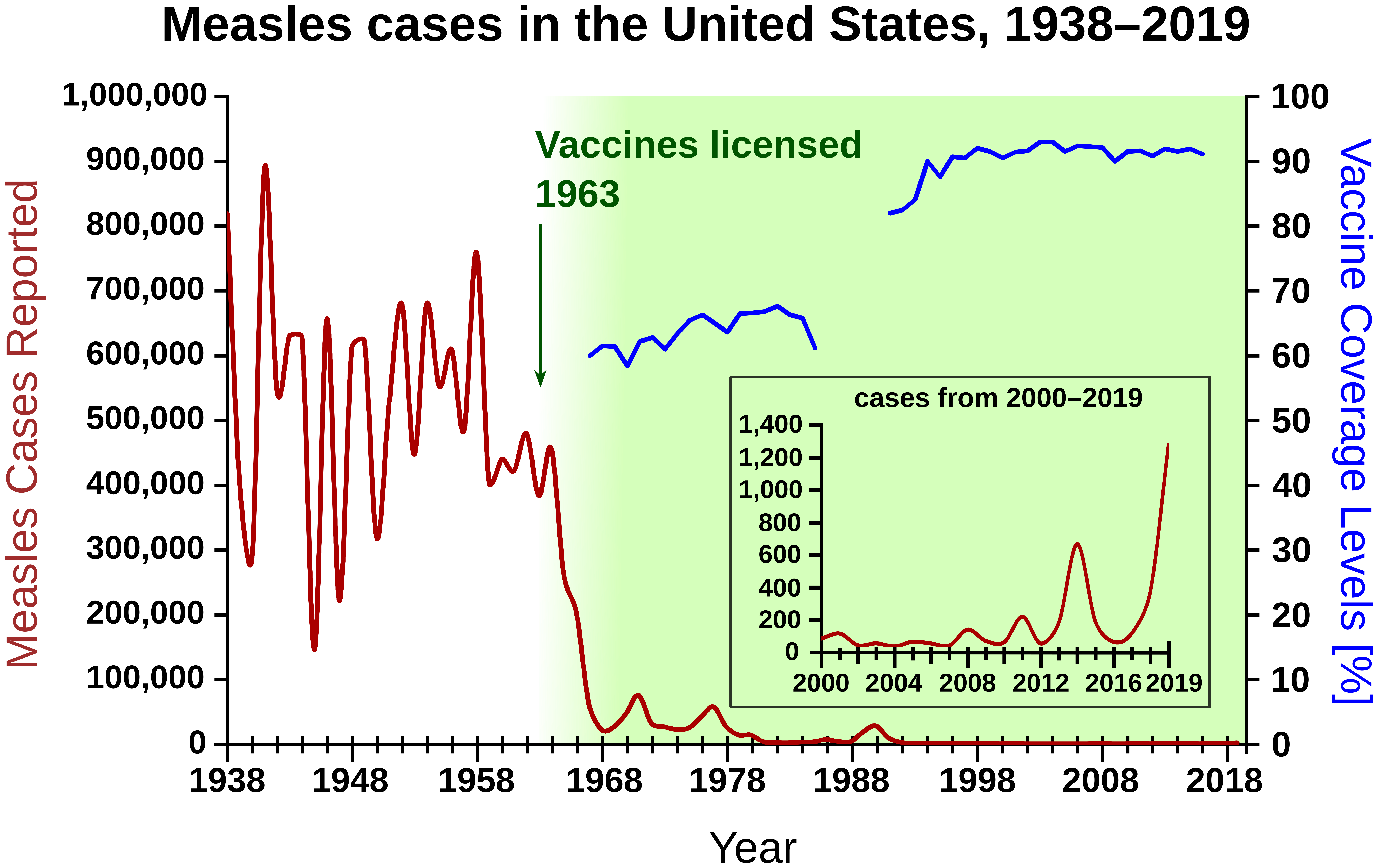
Tỷ lệ mắc bệnh sởi giảm mạnh khi áp dụng hình thức tiêm chủng phổ cập.

Bằng chứng khoa học về tính hiệu quả của các chiến dịch tiêm chủng quy mô lớn được thiết lập vững chắc. Các chiến dịch tiêm chủng đã thanh toán bệnh đậu mùa mà đã từng giết chết 1/7 trẻ em ở châu Âu và gần như đã loại bỏ được bệnh bại liệt. Một minh chứng khiêm tốn hơn, là các bệnh nhiễm trùng do Haemophilus influenzae, nguyên nhân chính gây viêm màng não do vi khuẩn và các bệnh nghiêm trọng khác ở trẻ em, đã giảm hơn 99% ở Mỹ kể từ khi vắc-xin được đưa vào năm 1988. Người ta ước tính rằng tiêm chủng đầy đủ, từ lúc còn sơ sinh đến khi thiếu niên, tất cả trẻ em Hoa Kỳ sinh ra trong một năm nhất định nào đó sẽ có 33.000 người được cứu sống và ngăn ngừa được 14 triệu ca nhiễm trùng.
Một số ý kiến phản bác lại cho rằng việc giảm các bệnh truyền nhiễm này là kết quả của việc cải thiện vệ sinh và điều kiện vệ sinh (chứ không phải tiêm chủng), hay những bệnh này đã bị suy giảm dần trước khi các loại vắc-xin cụ thể được giới thiệu. Những tuyên bố này không được hỗ trợ bởi dữ liệu khoa học; tỷ lệ mắc các bệnh có thể phòng ngừa được bằng vắc-xin có xu hướng dao động theo thời gian cho đến khi các loại vắc-xin cụ thể được đưa vào, thì tại thời điểm này, tỷ lệ này giảm xuống gần như bằng không. Trang web của Trung tâm kiểm soát và phòng ngừa dịch bệnh Hoa Kỳ đã đưa ra lập luận nhằm chống lại những nhận thức sai lầm phổ biến về vắc-xin rằng: ''Chúng tôi mong đợi sự tin tưởng cải thiện vệ sinh tốt hơn khiến tỷ lệ mắc từng bệnh giảm xuống, đúng vào thời điểm loại vắc-xin cho bệnh đó được giới thiệu?''
Lời kêu gọi tập hợp khác của phong trào chống vắc-xin là kêu gọi các thử nghiệm lâm sàng ngẫu nhiên, trong đó một nhóm trẻ em thử nghiệm được tiêm chủng trong khi nhóm đối chứng không được chủng ngừa. Một nghiên cứu như vậy sẽ không bao giờ được chấp thuận vì nó đòi hỏi phải cố ý từ chối việc chăm sóc y tế tiêu chuẩn cho trẻ em, khiến nghiên cứu này trở nên phi đạo đức. Các nghiên cứu đã được thực hiện để so sánh những người được tiêm chủng với những người chưa được tiêm chủng, nhưng các nghiên cứu này không phải là ngẫu nhiên. Hơn nữa, đã có một tài liệu chứng minh tính an toàn của vắc-xin bằng các phương pháp thử nghiệm khác.
Các nhà chỉ trích khác biện luận khả năng miễn dịch được cung cấp bởi vắc-xin chỉ là tạm thời và đòi hỏi cần phải có thuốc tăng cường, trong khi những người còn sống sau mắc bệnh đã được miễn dịch vĩnh viễn. Các triết lý của một số người hành nghề y học thay thế (“giải pháp thay thế thuốc”) không cùng ý tưởng vắc-xin có hiệu quả.

### Sức khỏe cộng đồng

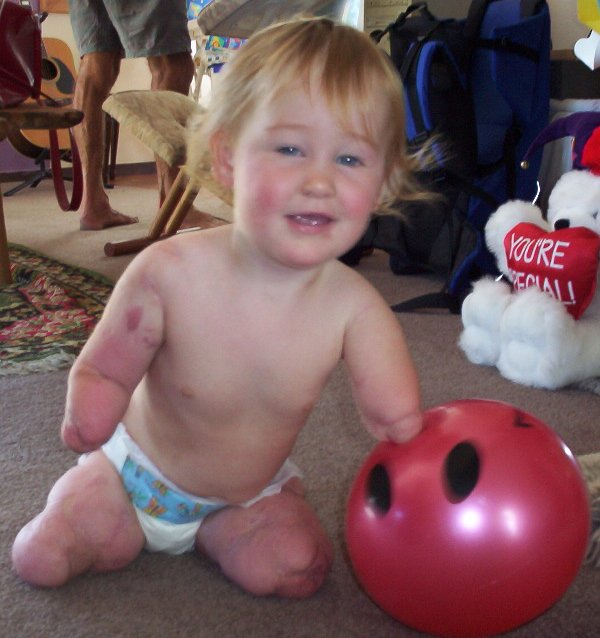
Charlotte Cleverley-Bisman đã bị cắt cụt một phần của cả tứ chi khi mới 7 tháng tuổi do bệnh viêm não mô cầu. Việc tiêm chủng rộng rãi hơn có thể bảo vệ những đứa trẻ như Cleverley-Bisman, những đứa trẻ còn quá nhỏ để tiêm phòng, khỏi mắc bệnh thông qua phát triển miễn dịch cộng đồng.

Việc phổ cập vắc xin không đầy đủ làm tăng nguy cơ mắc bệnh cho toàn bộ dân số, bao gồm cả những người đã được tiêm vắc xin, vì nó làm giảm khả năng miễn dịch cộng đồng. Ví dụ, vắc-xin sởi được tiêm cho trẻ 9-12 tháng tuổi, và khoảng thời gian ngắn giữa sự biến mất của kháng thể mẹ (trước đó vắc-xin thường không chuyển đổi huyết thanh) và nhiễm trùng tự nhiên có nghĩa là trẻ được tiêm chủng thường xuyên vẫn dễ bị tổn thương. Khả năng miễn dịch cộng đồng sẽ giảm bớt tính dễ bị tổn thương này nếu tất cả trẻ em đều được tiêm chủng. Tăng khả năng miễn dịch cộng đồng trong thời kỳ bùng phát hoặc nguy cơ bùng phát có lẽ là cách biện minh được chấp nhận rộng rãi nhất cho việc tiêm phòng đại trà. Khi một loại vắc-xin mới được giới thiệu, việc tiêm chủng đại trà sẽ giúp tăng tỷ lệ bao phủ nhanh chóng.
Nếu đủ lượng dân cư được tiêm phòng, thì khả năng miễn dịch cộng đồng sẽ có hiệu lực, làm giảm nguy cơ đối với những người không thể nhận vắc xin vì họ quá trẻ hoặc già, suy giảm miễn dịch hoặc dị ứng nghiêm trọng với các thành phần trong vắc xin. Kết quả đối với những người có hệ thống miễn dịch bị tổn hại bị nhiễm bệnh thường tồi tệ hơn so với mặt bằng dân số chung.

### Hiệu quả chi phí
Các vắc xin thường được sử dụng có hiệu quả về chi phí và phòng ngừa để tăng cường sức khỏe, so với việc điều trị bệnh cấp tính hoặc mãn tính. Tại Hoa Kỳ trong năm 2001, việc chủng ngừa định kỳ cho trẻ em chống lại bảy bệnh được ước tính sẽ tiết kiệm hơn 40 tỷ đô la cho mỗi nhóm dân số năm sinh trong tổng chi phí xã hội, bao gồm 10 tỷ đô la chi phí y tế trực tiếp và tỷ lệ lợi ích xã hội trên chi phí tiêm chủng này được ước tính là được 16,5.

### Sự cần thiết
Khi một chương trình tiêm chủng làm giảm thành công mối đe dọa bệnh tật, nó có thể làm giảm nguy cơ mắc bệnh khi những ký ức văn hóa về ảnh hưởng của căn bệnh đó mờ đi. Lúc này, cha mẹ có thể cảm thấy mình không có gì để mất khi không tiêm phòng cho con. Nếu có đủ số người hy vọng trở thành những người đi ké xe miễn phí, nhận được những lợi ích của miễn dịch cộng đồng mà không cần tiêm phòng, thì mức độ tiêm phòng có thể giảm xuống mức mà khả năng miễn dịch cộng đồng không còn hiệu quả. Theo Jennifer Reich, những bậc cha mẹ tin rằng tiêm chủng là khá hiệu quả nhưng có thể thích con cái của họ vẫn chưa được tiêm chủng, là những người có nhiều khả năng bị thuyết phục để thay đổi quyết định của họ, miễn là họ được tiếp cận đúng cách.

## Tính an toàn
Trong khi một số nhà chống tiêm chủng công khai phủ nhận những cải thiện của việc tiêm chủng đối với sức khỏe cộng đồng hoặc tin vào các thuyết âm mưu, việc viện dẫn những lo ngại về sự an toàn là phổ biến hơn nhiều. Như với bất kỳ điều trị y tế nào, vẫn có nguy cơ tiềm tàng vắc-xin gây nên những biến chứng nghiêm trọng, như phản ứng dị ứng nặng, nhưng không giống như hầu hết các can thiệp y tế khác, vắc-xin được cung cấp cho người khỏe mạnh và do đó, tiêu chuẩn về tính an toàn được kỳ vọng cao hơn. Mặc dù những biến chứng nghiêm trọng do tiêm chủng có thể xảy ra, nhưng chúng cực kỳ hiếm gặp và ít phổ biến hơn rất nhiều so với các nguy cơ tương tự đến từ các bệnh tật mà vắc-xin ngăn ngừa. Khi sự thành công của các chương trình tiêm chủng tăng lên và tỷ lệ mắc bệnh giảm đi, sự chú ý của công chúng chuyển hướng từ nguy cơ mắc bệnh sang nguy cơ tiêm chủng, và điều này đang trở thành thách thức cho các cơ quan y tế trong việc duy trì sự ủng hộ của cộng đồng để tiến hành các chương trình tiêm chủng.
Sự thành công vượt bậc của một số loại vắc xin đã làm cho một số bệnh trở nên hiếm gặp và do đó, điều này đã dẫn đến suy nghĩ heuristic sai lầm, trong việc cân nhắc rủi ro với lợi ích, giữa những người do dự không muốn tiêm vắc xin. Một khi các bệnh như vậy (ví dụ, Haemophilus influenzae B) giảm tỷ lệ mắc bệnh, mọi người có thể không còn đánh giá được mức độ nghiêm trọng của bệnh do không thấy bệnh xuất hiện và trở nên tự mãn. Việc thiếu kinh nghiệm bản thân đối với các bệnh này làm giảm nguy cơ nhận thức được và do đó làm giảm lợi ích nhận thức của việc chủng ngừa. Ngược lại, một số bệnh nhất định (ví dụ, cúm) vẫn phổ biến đến mức những người do dự với vắc-xin nhầm tưởng rằng bệnh không đe dọa sức khỏe mặc dù có bằng chứng rõ ràng rằng bệnh cúm gây ra mối đe dọa đáng kể đối với sức khỏe con người. Thiên vị thiếu sót và thành kiến không xác nhận cũng góp phần vào sự do dự không muốn tiêm vắc xin.
Mối quan tâm về tính an toàn tiêm chủng thường đi theo một khuôn mẫu. Đầu tiên, một số nhà điều tra xét rằng sự gia tăng tỷ lệ hiện hành tình trạng y tế hoặc không rõ nguyên nhân là tác dụng bất lợi do tiêm chủng mang lại. Nghiên cứu ban đầu và những nghiên cứu theo sau của cùng một nhóm có phương pháp nghiên cứu không thỏa đáng - điển hình là nghiên cứu loạt ca bệnh không được kiểm soát hoặc kiểm soát kém. Loan báo trước cáo buộc vắc-xin về tác dụng bất lợi, cộng hưởng với những cá nhân mắc bệnh, cùng với việc đánh giá quá thấp nguy cơ tiềm tàng của việc từ bỏ tiêm phòng cho những đối tượng mà vắc-xin có thể bảo vệ. Trong khi đó những nhóm khác thì cố gắng phỏng lại nghiên cứu ban đầu nhưng thất bại để thu về kết quả tương tự. Cuối cùng, phải mất nhiều năm để lấy lại niềm tin của công chúng về vắc-xin. Các tác dụng bất lợi được gán kết cho vắc-xin thường không rõ nguồn gốc, tỷ lệ mắc ngày càng tăng, một số tính hợp lý sinh học, xảy ra gần với thời điểm tiêm chủng và kết quả kinh hoàng. Trong gần như tất cả các trường hợp, tác động sức khỏe cộng đồng bị giới hạn bởi ranh giới của nhiều nền văn hóa khác nhau: Người nói tiếng Anh lo ngại về một loại vắc-xin gây ra bệnh tự kỷ, trong khi người nói tiếng Pháp lo ngại về một loại vắc-xin khác gây ra bệnh đa xơ cứng, và người Nigeria lại lo ngại rằng vắc-xin thứ ba gây nên vô sinh.

### Tự kỷ
Ý tưởng về mối liên hệ giữa vắc-xin và chứng tự kỷ đã được nghiên cứu rộng rãi và được kết luận là sai. Sự đồng thuận về mặt khoa học là không có mối quan hệ, nhân quả hay cách nào khác, giữa vắc-xin và tỷ lệ mắc bệnh tự kỷ, và các thành phần vắc-xin không gây ra chứng tự kỷ.
Tuy nhiên, phong trào chống tiêm chủng vẫn tiếp tục thúc đẩy những huyền thoại, thuyết âm mưu và thông tin sai lệch liên kết hai điều này. Một chiến thuật đang phát triển dường như là "thúc đẩy nghiên cứu không liên quan [như] một tập hợp tích cực của một số nghiên cứu có liên quan hoặc có liên quan đến ngoại vi nhằm cố gắng biện minh cho khoa học làm cơ sở cho một tuyên bố đáng nghi vấn".

#### Thiomersal
Thiomersal (được gọi là "thimerosal" ở Mỹ) là một chất bảo quản chống nấm được sử dụng với lượng nhỏ trong một số loại vắc xin đa liều (khi cùng một lọ được mở và sử dụng cho nhiều bệnh nhân) để ngăn ngừa nhiễm bẩn vắc xin. Mặc dù hiệu quả của thiomersal, việc sử dụng thiomersal còn gây tranh cãi vì nó có thể bị chuyển hóa hoặc phân hủy trong cơ thể thành ethylmercury (C2H5Hg+) và thiosalicylate. Kết quả là vào năm 1999, Trung tâm Kiểm soát Dịch bệnh (CDC) và Học viện Nhi khoa Hoa Kỳ (AAP) đã yêu cầu các nhà sản xuất vắc xin loại bỏ thiomersal khỏi vắc xin càng nhanh càng tốt theo nguyên tắc phòng ngừa. Thiomersal hiện không có mặt trong tất cả các loại vắc xin thông thường của Hoa Kỳ và Châu Âu, ngoại trừ một số chế phẩm của vắc xin cúm. Lượng vết vẫn còn trong một số vắc xin do quá trình sản xuất, ở mức tối đa xấp xỉ một microgram, khoảng 15% lượng thủy ngân trung bình hàng ngày ở Hoa Kỳ đối với người lớn và 2,5% mức hàng ngày được WHO coi là có thể chấp nhận được.
Hành động này làm dấy lên lo ngại rằng thiomersal có thể là nguyên nhân gây ra chứng tự kỷ. Ý tưởng này hiện đang bị bác bỏ, vì tỷ lệ mắc bệnh tự kỷ tăng đều đặn ngay cả sau khi loại bỏ thiomersal khỏi vắc-xin thời thơ ấu. Hiện tại không có bằng chứng khoa học được chấp nhận rằng việc tiếp xúc với thiomersal là một yếu tố gây ra chứng tự kỷ. Kể từ năm 2000, các bậc cha mẹ ở Hoa Kỳ đã theo đuổi một khoản bồi thường hợp pháp từ một quỹ liên bang với lập luận rằng thiomersal gây ra chứng tự kỷ ở con họ. Một ủy ban năm 2004 của Viện Y học Hoa Kỳ (IOM) ủng hộ việc bác bỏ bất kỳ mối quan hệ nhân quả nào giữa vắc xin chứa thiomersal và chứng tự kỷ. Nồng độ thiomersal được sử dụng trong vắc xin như một chất kháng khuẩn nằm trong khoảng từ 0,001% (1 phần trong 100.000) đến 0,01% (1 phần trong 10.000). Một loại vắc-xin chứa 0,01% thiomersal có 25 microgam thủy ngân trên mỗi liều 0,5 mL, gần bằng lượng thủy ngân nguyên tố được tìm thấy trong một lon cá ngừ nặng 3 ounce. Có bằng chứng khoa học được đánh giá ngang hàng mạnh mẽ ủng hộ sự an toàn của vắc xin có chứa thiomersal.

#### Vắc xin MMR
Ở Anh, vắc-xin MMR là chủ đề gây tranh cãi sau khi công bố trên tạp chí The Lancet năm 1998 của Andrew Wakefield và những người khác báo cáo tiền sử trường hợp của mười hai trẻ em hầu hết mắc chứng rối loạn phổ tự kỷ khởi phát ngay sau khi tiêm vắc-xin. Tại một cuộc họp báo năm 1998, Wakefield gợi ý rằng tiêm cho trẻ em với ba liều riêng biệt sẽ an toàn hơn so với tiêm một mũi duy nhất. Đề xuất này không được bài báo ủng hộ và một số nghiên cứu được đánh giá ngang hàng sau đó đã không cho thấy bất kỳ mối liên hệ nào giữa vắc-xin và chứng tự kỷ. Sau đó, có thông tin cho rằng Wakefield đã nhận được tài trợ từ các đương sự chống lại các nhà sản xuất vắc xin và anh đã không thông báo cho đồng nghiệp hoặc cơ quan y tế về xung đột lợi ích của mình. Nếu điều này được biết đến, việc xuất bản trong The Lancet sẽ không diễn ra theo cách mà nó đã làm. Wakefield đã bị chỉ trích nặng nề về cơ sở khoa học và đạo đức về cách thức nghiên cứu được tiến hành và vì đã gây ra sự sụt giảm tỷ lệ tiêm chủng, khi tỷ lệ tiêm chủng ở Anh đã giảm xuống còn 80% trong những năm sau khi nghiên cứu này được xuất bản. Năm 2004, bản giải thích MMR và chứng tự kỷ của bài báo đã được chính thức rút lại bởi mười trong số mười ba đồng tác giả của nó, và vào năm 2010 các biên tập viên của The Lancet đã rút lại toàn bộ bài báo. Wakefield đã bị loại khỏi sổ đăng ký y tế của Vương quốc Anh, với một tuyên bố xác định cố ý làm sai lệch trong nghiên cứu được đăng trên The Lancet, và bị cấm hành nghề y tại Vương quốc Anh.
CDC, IOM của Học viện Khoa học Quốc gia, Bộ Y tế Australia và Dịch vụ Y tế Quốc gia Anh đều kết luận rằng không có bằng chứng về mối liên hệ giữa vắc-xin MMR và chứng tự kỷ. Một đánh giá của Cochrane kết luận rằng không có mối liên hệ đáng tin cậy nào giữa vắc-xin MMR và bệnh tự kỷ, rằng MMR đã ngăn ngừa được các bệnh vẫn mang lại gánh nặng tử vong và biến chứng, rằng sự thiếu tin tưởng vào MMR đã làm tổn hại sức khỏe cộng đồng, và rằng thiết kế và báo cáo về kết quả an toàn trong các nghiên cứu vắc xin MMR phần lớn là không đầy đủ. Các đánh giá bổ sung đồng ý với các nhận định trên, với các nghiên cứu phát hiện ra rằng vắc-xin không liên quan đến chứng tự kỷ ngay cả ở những quần thể có nguy cơ cao có anh chị em mắc chứng tự kỷ.
Năm 2009, The Sunday Times báo cáo rằng Wakefield đã thao túng dữ liệu bệnh nhân và báo cáo sai kết quả trong bài báo năm 1998 của mình, tạo ra mối liên hệ với chứng tự kỷ. Một bài báo năm 2011 trên Tạp chí Y khoa Anh đã mô tả cách dữ liệu trong nghiên cứu đã bị Wakefield làm sai lệch để nó đi đến kết luận định trước. Một bài xã luận đi kèm trên cùng một tạp chí đã mô tả công việc của Wakefield là một "gian lận tỉ mỉ" dẫn đến tỷ lệ tiêm chủng thấp hơn, khiến hàng trăm nghìn trẻ em gặp rủi ro và chuyển hướng năng lượng và tiền bạc khỏi nghiên cứu nguyên nhân thực sự của chứng tự kỷ.
Một tòa án đặc biệt đã được triệu tập tại Hoa Kỳ để xem xét các khiếu nại theo Chương trình Bồi thường Thương tật do Vắc xin Quốc gia ra phán quyết vào ngày 12 tháng 2 năm 2009, rằng cha mẹ của trẻ tự kỷ không được bồi thường khi họ tranh cãi rằng một số vắc xin nhất định đã gây ra chứng tự kỷ cho con họ.

### Quá tải vắc xin
Quá tải vắc xin, một thuật ngữ phi y tế, là khái niệm cho rằng việc tiêm nhiều loại vắc xin cùng một lúc có thể áp đảo hoặc làm suy yếu hệ thống miễn dịch non nớt của trẻ và dẫn đến các tác dụng phụ. Bất chấp những bằng chứng khoa học hoàn toàn trái ngược với ý kiến này, vẫn có cha mẹ của trẻ tự kỷ tin rằng quá tải vắc-xin gây ra chứng tự kỷ. Kết quả là tranh cãi đã khiến nhiều bậc cha mẹ trì hoãn hoặc tránh tiêm chủng cho con mình. Những nhận thức sai lầm như vậy của cha mẹ là những trở ngại lớn đối với việc tiêm chủng cho trẻ em.
Khái niệm về quá tải vắc xin còn sai sót ở một số cấp độ. Bất chấp sự gia tăng số lượng vắc xin trong những thập kỷ gần đây, những cải tiến trong thiết kế vắc xin đã làm giảm tải lượng miễn dịch từ vắc xin; tổng số thành phần miễn dịch học trong 14 loại vắc xin được tiêm cho trẻ em Hoa Kỳ năm 2009 ít hơn mười phần trăm so với thành phần trong bảy loại vắc xin được tiêm vào năm 1980. Một nghiên cứu được công bố vào năm 2013 cho thấy không có mối tương quan nào giữa chứng tự kỷ và số lượng kháng nguyên trong các loại vắc-xin mà trẻ em được tiêm cho đến hai tuổi. Trong số 1.008 trẻ em tham gia nghiên cứu, 1/4 số trẻ được chẩn đoán mắc chứng tự kỷ sinh từ năm 1994 đến 1999, khi lịch tiêm vắc xin thông thường có thể chứa hơn 3.000 kháng nguyên (trong một mũi vắc xin DTP). Lịch chủng ngừa năm 2012 có thêm một số loại vắc-xin, nhưng số lượng kháng nguyên mà đứa trẻ được tiếp xúc khi hai tuổi là 315. Vắc xin tạo ra một tải lượng miễn dịch rất nhỏ so với các mầm bệnh mà trẻ gặp phải một cách tự nhiên trong một năm điển hình; tình trạng phổ biến ở thời thơ ấu như sốt và viêm tai giữa đặt ra thách thức lớn hơn nhiều đối với hệ thống miễn dịch so với vắc-xin, và các nghiên cứu đã chỉ ra rằng tiêm chủng, thậm chí nhiều lần tiêm chủng đồng thời, không làm suy yếu hệ thống miễn dịch hoặc làm tổn hại đến khả năng miễn dịch tổng thể. Việc thiếu bằng chứng ủng hộ giả thuyết quá tải vắc xin, kết hợp với những phát hiện này mâu thuẫn trực tiếp với nó, đã dẫn đến kết luận rằng các chương trình vắc xin được khuyến nghị hiện nay không làm "quá tải" hoặc làm suy yếu hệ thống miễn dịch.
Bất kỳ thử nghiệm nào dựa trên việc không tiêm vắc-xin cho trẻ em đều bị coi là phi đạo đức, và các nghiên cứu quan sát có thể bị nhầm lẫn bởi sự khác biệt trong hành vi tìm kiếm chăm sóc sức khỏe của trẻ em chưa được tiêm chủng. Do đó, chưa có nghiên cứu nào so sánh trực tiếp tỷ lệ mắc chứng tự kỷ ở trẻ em đã được tiêm chủng và chưa được tiêm chủng. Tuy nhiên, khái niệm quá tải vắc-xin là không phù hợp về mặt sinh học, vì trẻ được tiêm chủng và trẻ chưa được tiêm chủng có phản ứng miễn dịch giống nhau đối với các bệnh nhiễm trùng không liên quan đến vắc-xin và tự kỷ không phải là một bệnh qua trung gian miễn dịch, vì vậy các tuyên bố rằng vắc-xin có thể gây ra nó bằng cách làm quá tải hệ miễn dịch hệ thống đi ngược lại kiến thức hiện tại về cơ chế bệnh sinh của chứng tự kỷ. Do đó, ý tưởng cho rằng vắc xin gây ra chứng tự kỷ đã bị bác bỏ một cách hiệu quả bởi sức nặng của các bằng chứng hiện tại.

### Nhiễm trùng trước khi sinh
Có bằng chứng cho thấy tâm thần phân liệt có liên quan đến việc tiếp xúc trước khi sinh với bệnh rubella, cúm và nhiễm trùng toxoplasmosis. Ví dụ, một nghiên cứu cho thấy nguy cơ mắc bệnh tâm thần phân liệt tăng gấp bảy lần khi các bà mẹ tiếp xúc với cúm trong ba tháng đầu của thai kỳ. Điều này có thể có ý nghĩa đối với sức khỏe cộng đồng, vì các chiến lược ngăn ngừa nhiễm trùng bao gồm tiêm chủng, vệ sinh đơn giản và, trong trường hợp nhiễm toxoplasma là dùng kháng sinh. Dựa trên các nghiên cứu trên mô hình động vật, những lo ngại về mặt lý thuyết đã được đưa ra về mối liên hệ có thể có giữa bệnh tâm thần phân liệt và phản ứng miễn dịch của mẹ được kích hoạt bởi các kháng nguyên vi rút; một đánh giá năm 2009 kết luận rằng không có đủ bằng chứng để khuyến cáo sử dụng thường quy vắc xin cúm đa trị ba trong ba tháng đầu của thai kỳ, nhưng vắc xin này vẫn được khuyến cáo ngoài ba tháng đầu và trong những trường hợp đặc biệt như đại dịch hoặc ở phụ nữ mắc một số bệnh lý khác. Ủy ban Cố vấn về Thực hành Tiêm chủng của CDC, Trường Cao đẳng Sản phụ khoa Hoa Kỳ và Học viện Bác sĩ Gia đình Hoa Kỳ đều khuyến nghị tiêm phòng cúm định kỳ cho phụ nữ mang thai, vì một số lý do:
- nguy cơ của người mẹ đối với các biến chứng y tế nghiêm trọng liên quan đến cúm trong 6 tháng cuối cùng;
- tỷ lệ nhập viện liên quan đến cúm cao hơn so với phụ nữ không mang thai;
- khả năng chuyển giao các kháng thể chống cúm từ mẹ sang con, bảo vệ trẻ khỏi bệnh cúm; và
- một số nghiên cứu không tìm thấy tác hại nào đối với phụ nữ mang thai hoặc con cái của họ khi tiêm chủng.

Bất chấp các khuyến cáo này, chỉ có 16% phụ nữ Mỹ mang thai khỏe mạnh được khảo sát vào năm 2005 đã được tiêm phòng cúm.

### Mối quan ngại về thành phần
Các hợp chất nhôm được sử dụng như tá dược miễn dịch để tăng hiệu quả của nhiều loại vắc-xin. Nhôm trong vắc-xin mô phỏng hoặc gây ra một lượng nhỏ tổn thương mô, khiến cơ thể phản ứng mạnh mẽ hơn với những gì nó nhìn thấy như một sự lây nhiễm nghiêm trọng và thúc đẩy sự phát triển của phản ứng miễn dịch lâu dài. Trong một số trường hợp, các hợp chất này có liên quan đến đỏ, ngứa và sốt cấp thấp, nhưng việc sử dụng nhôm trong vắc-xin không được liên kết với các sự kiện bất lợi nghiêm trọng. Trong một số trường hợp, vắc-xin chứa nhôm có liên quan đến viêm myofascitis, tổn thương nhỏ cỡ kính hiển vi cục bộ có chứa muối nhôm kéo dài đến 8 năm. Tuy nhiên, các nghiên cứu kiểm soát trường hợp gần đây đã không tìm thấy các triệu chứng lâm sàng cụ thể ở các cá nhân có sinh thiết cho thấy MMF và không có bằng chứng cho thấy vắc-xin có chứa nhôm là một rủi ro sức khỏe nghiêm trọng hoặc biện minh cho những thay đổi đối với thực hành tiêm chủng. Trẻ sơ sinh tiếp xúc với số lượng nhôm còn nhiều hơn trong sữa mẹ và sữa bột trẻ sơ sinh so với vắc-xin trong cuộc sống hàng ngày. Nhìn chung, mọi người tiếp xúc với mức độ nhôm tự nhiên tự nhiên ở gần như tất cả các loại thực phẩm và nước uống. Lượng nhôm có trong vắc-xin nhỏ, ít hơn một miligam và mức độ thấp như vậy không được cho là có hại cho sức khỏe con người.
Những người do dự về vắc-xin cũng đã lên tiếng lo ngại về sự hiện diện của formaldehyde trong vắc-xin. Formaldehyde được sử dụng với nồng độ rất nhỏ để làm bất hoạt vi rút và độc tố vi khuẩn được sử dụng trong vắc xin. Một lượng rất nhỏ formaldehyde tồn dư có thể có trong vắc xin nhưng thấp hơn nhiều so với giá trị có hại cho sức khỏe con người. Mức độ có trong vắc xin là rất nhỏ khi so sánh với mức độ formaldehyde tự nhiên trong cơ thể người và không gây ra nguy cơ ngộ độc đáng kể. Cơ thể con người liên tục sản xuất formaldehyde một cách tự nhiên và chứa lượng formaldehyde lớn nhất gấp 50–70 lần trong bất kỳ loại vắc xin nào. Hơn nữa, cơ thể con người có khả năng phá vỡ formaldehyde tự nhiên cũng như một lượng nhỏ formaldehyde có trong vắc xin. Không có bằng chứng liên quan đến việc tiếp xúc không thường xuyên với một lượng nhỏ formaldehyde có trong vắc-xin sẽ gây ra bệnh ung thư.

### Hội chứng đột tử ở trẻ sơ sinh
Hội chứng đột tử ở trẻ sơ sinh (SIDS) thường gặp nhất ở trẻ sơ sinh trong khoảng thời gian trong đời khi chúng được chủng ngừa nhiều lần. Vì nguyên nhân của SIDS vẫn chưa được xác định đầy đủ, điều này dẫn đến những lo ngại về việc liệu vắc-xin, đặc biệt là vắc-xin giải độc tố bạch hầu-uốn ván, có thể là một yếu tố nguyên nhân hay không. Một số nghiên cứu đã điều tra điều này và không tìm thấy bằng chứng nào chứng minh mối liên hệ nhân quả giữa tiêm chủng và SIDS. Vào năm 2003, Viện Y học Hoa Kỳ đã ủng hộ bác bỏ mối liên hệ nhân quả với việc tiêm chủng DTwP và SIDS sau khi xem xét các bằng chứng hiện có. Các phân tích bổ sung về dữ liệu VAERS cũng cho thấy không có mối quan hệ giữa tiêm chủng và SIDS. Các nghiên cứu đã chỉ ra mối tương quan tiêu cực giữa SIDS và tiêm chủng. Đó là trẻ em được tiêm chủng ít có nguy cơ tử vong hơn nhưng không có mối liên hệ nhân quả nào được tìm thấy. Một gợi ý là những trẻ sơ sinh ít bị SIDS thì có nhiều khả năng được đưa đi tiêm chủng hơn.

### Vắc xin bệnh than
Vào giữa những năm 1990, các báo cáo truyền thông về vắc-xin đã thảo luận về Hội chứng Chiến tranh Vùng Vịnh, một chứng rối loạn đa triệu chứng ảnh hưởng đến các cựu binh Mỹ trở về trong Chiến tranh Vùng Vịnh 1990–1991. Trong số các bài báo đầu tiên của tạp chí trực tuyến Slate là một bài của Atul Gawande, trong đó các binh sĩ được chủng ngừa bắt buộc, bao gồm cả tiêm chủng bệnh than, được coi là một trong những thủ phạm có khả năng gây ra các triệu chứng liên quan đến Hội chứng Chiến tranh Vùng Vịnh. Vào cuối những năm 1990, Slate đã xuất bản một bài báo về "cuộc nổi dậy" trong quân đội chống lại việc chủng ngừa bệnh than vì "sự sẵn có của các thông tin sai lệch về vắc-xin trên Internet". Slate tiếp tục báo cáo về những lo ngại về việc chủng ngừa bệnh than và đậu mùa cho quân đội Mỹ sau vụ tấn công ngày 11 tháng 9 và các bài báo về chủ đề này cũng xuất hiện trên trang web của Salon.  Các cuộc tấn công bệnh than năm 2001 làm gia tăng mối lo ngại về khủng bố sinh học và chính phủ Liên bang Hoa Kỳ đã tăng cường nỗ lực lưu trữ và tạo ra nhiều vắc-xin hơn cho công dân Mỹ. Năm 2002, Mother Jones xuất bản một bài báo rất nghi ngờ về việc chủng ngừa bệnh than và đậu mùa mà Lực lượng Vũ trang Hoa Kỳ yêu cầu. Trong cuộc xâm lược Iraq năm 2003, một cuộc tranh cãi rộng rãi hơn đã nổ ra sau đó trên các phương tiện truyền thông Mỹ về việc yêu cầu quân đội Mỹ phải tiêm phòng bệnh than. Từ năm 2003 đến năm 2008, đã có hàng loạt các phiên tòa nhằm phản đối việc tiêm phòng bệnh than bắt buộc của quân đội Hoa Kỳ.

### Vắc xin cúm lợn

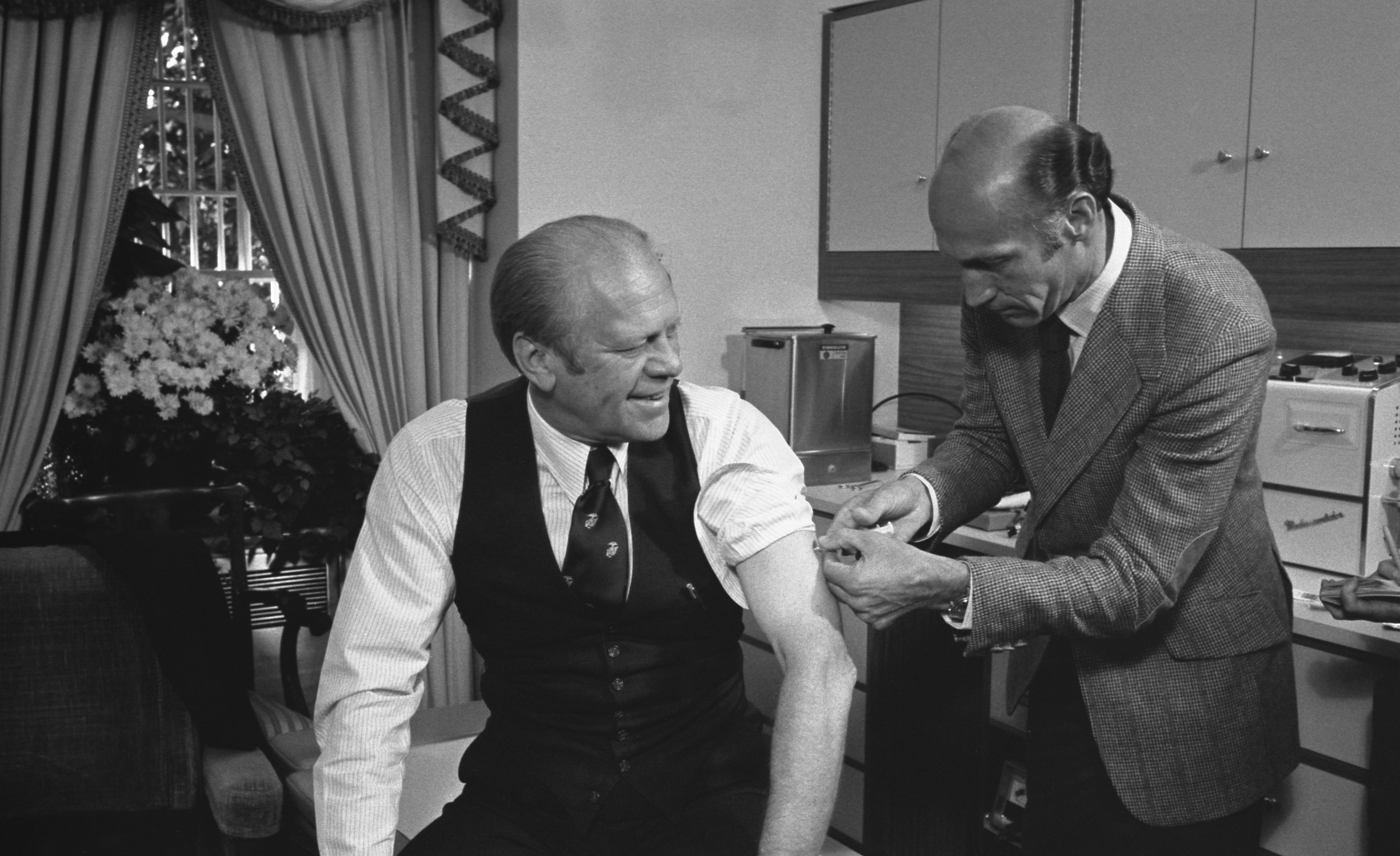
Tổng thống Hoa Kỳ Gerald Ford được tiêm vắc xin phòng bệnh cúm lợn.

Chiến dịch tiêm chủng cúm lợn của Mỹ để đối phó với đợt bùng phát dịch cúm lợn năm 1976 đã được gọi là "sự thất bại của bệnh cúm lợn" bởi vì đợt bùng phát không dẫn đến đại dịch như Tổng thống Mỹ Gerald Ford đã lo sợ và vắc-xin được tung ra vội vàng. Sau đó nó được phát hiện là làm gia tăng số ca mắc Hội chứng Guillain – Barré hai tuần sau khi chủng ngừa. Các quan chức chính phủ đã ngừng chiến dịch tiêm chủng hàng loạt do lo lắng về tính an toàn của vắc-xin cúm lợn. Công chúng Mỹ đã sợ hãi về chiến dịch tiêm chủng hơn là bản thân virus cúm và các chính sách tiêm chủng nói chung đã bị thách thức.
Trong đại dịch cúm 2009, tranh cãi đáng kể nổ ra về việc liệu các vắc-xin cúm H1N1 2009 là ở an toàn, giữa các quốc gia khác, Pháp . Nhiều nhóm người Pháp khác nhau đã công khai chỉ trích loại vắc-xin này có khả năng gây nguy hiểm. Do có những điểm tương đồng giữa vi rút cúm A subtype H1N1 2009 và vi rút cúm A/NJ năm 1976, nhiều quốc gia đã thiết lập hệ thống giám sát về các tác dụng phụ liên quan đến vắc xin đối với sức khỏe con người. Mối liên hệ có thể có giữa vắc xin cúm H1N1 2009 và các trường hợp mắc Hội chứng Guillain – Barré đã được nghiên cứu ở Châu Âu và Hoa Kỳ.

### Các quan ngại khác về an toàn
Các mối quan tâm an toàn khác về vắc-xin đã được quảng bá trên Internet, trong các cuộc họp không chính thức, trong sách và tại các hội nghị chuyên đề. Chúng bao gồm các giả thuyết rằng tiêm chủng có thể gây ra co giật động kinh, dị ứng, đa xơ cứng và các bệnh tự miễn dịch như tiểu đường type 1, cũng như các giả thuyết cho rằng tiêm chủng có thể lây truyền bệnh não thể xốp ở bò, vi rút viêm gan C và HIV. Các giả thuyết này đã được điều tra, với kết luận rằng vắc xin hiện đang sử dụng đáp ứng các tiêu chuẩn an toàn cao và những lời chỉ trích về tính an toàn của vắc xin trên báo chí phổ biến là không có cơ sở. Các nghiên cứu dịch tễ học lớn được kiểm soát tốt đã được tiến hành và kết quả không ủng hộ giả thuyết rằng vắc xin gây ra các bệnh mãn tính. Hơn nữa, một số loại vắc xin có khả năng ngăn ngừa hoặc sửa đổi nhiều hơn là gây ra hoặc làm trầm trọng thêm các bệnh tự miễn dịch. Một mối quan tâm chung khác mà các bậc cha mẹ thường có là về cơn đau liên quan đến việc tiêm vắc-xin khi đi khám tại phòng khám của bác sĩ. Điều này có thể dẫn đến yêu cầu giãn cách thời gian giữa các mũi tiêm của những người làm cha mẹ; tuy nhiên, các nghiên cứu đã chỉ ra phản ứng căng thẳng của trẻ không khác nhau chút nào khi được tiêm một mũi so với hai mũi. Hành động giãn cách giữa các lần tiêm chủng thực sự có thể dẫn đến những kích thích căng thẳng hơn cho đứa trẻ.

## Nỗi sợ kim tiêm
Nỗi ám ảnh về vết thương do chích máu và nỗi sợ kim tiêm nói chung và vết tiêm, có thể khiến mọi người tránh tiêm chủng. Một cuộc khảo sát được thực hiện vào tháng 1 và tháng 2 năm 2021 ước tính điều này là nguyên nhân dẫn đến 10% tỷ lệ do dự vắc xin COVID-19 ở Anh vào thời điểm đó.
Nhiều phương pháp điều trị nỗi sợ kim tiêm khác nhau có thể giúp khắc phục vấn đề này, từ giảm đau tại thời điểm tiêm đến liệu pháp hành vi lâu dài. Căng cơ dạ dày có thể giúp tránh ngất xỉu, chửi thề có thể làm giảm cảm giác đau và mất tập trung cũng có thể cải thiện trải nghiệm nhận thức, chẳng hạn như giả vờ ho, thực hiện một nhiệm vụ trực quan, xem video hoặc chơi trò chơi điện tử. Để tránh khiến những người mắc chứng sợ kim tiêm, các nhà nghiên cứu cập nhật vắc-xin khuyến cáo không nên sử dụng hình ảnh về kim tiêm, người bị tiêm hoặc khuôn mặt biểu lộ cảm xúc tiêu cực (như một đứa trẻ đang khóc) trong các tài liệu quảng cáo. Thay vào đó, họ đề xuất những bức ảnh chính xác về mặt y tế mô tả những người khác nhau tươi cười, đang cầm bông băng, cầm thẻ tiêm chủng hoặc ống tay áo cuộn lại; cận cảnh lọ thuốc thay vì kim tiêm; và mô tả những người phát triển và thử nghiệm vắc xin.
Việc sử dụng các mũi tiêm nhắc lại cho các loại vắc-xin khoảng 5 tuổi mà không giảm đau có thể góp phần làm tăng tỷ lệ mắc chứng sợ kim tiêm.
Việc phát triển các loại vắc-xin có thể đưa vào cơ thể bằng đường uống hoặc bằng vòi phun tia có thể tránh gây ra chứng sợ kim tiêm.

## Sơ suất và lừa đảo

### CIA và phòng tiêm chủng giả
Ở Pakistan, CIA đã điều hành một phòng tiêm chủng giả nhằm tìm cách xác định vị trí của trùm khủng bố Osama bin Laden. Hậu quả trực tiếp là đã có một số vụ tấn công và nhân viên tiêm chủng tử vong. Một số nhà truyền đạo Hồi giáo và các nhóm chiến binh, bao gồm cả một số phe phái của Taliban, coi tiêm chủng là một âm mưu giết hoặc triệt sản người Hồi giáo. Các nỗ lực xóa sổ bệnh bại liệt cũng bị gián đoạn bởi các cuộc tấn công bằng máy bay không người lái của Mỹ. Đây là một phần lý do tại sao Pakistan và Afghanistan là những quốc gia duy nhất còn lưu hành bệnh bại liệt tính đến năm 2015.

### Vắc xin COVID-19 giả
Vào tháng 7 năm 2021, cảnh sát Ấn Độ bắt giữ 14 người vì sử dụng các liều vắc-xin nước muối giả thay vì vắc-xin AstraZeneca tại gần 12 điểm tiêm chủng tư nhân ở Mumbai. Ban tổ chức, bao gồm các chuyên gia y tế, đã tính phí từ 10 đến 17 đô la Mỹ cho mỗi liều và hơn 2.600 người đã trả tiền để nhận vắc xin. Chính phủ liên bang hạ thấp vụ bê bối, tuyên bố những trường hợp này mang tính riêng lẻ. McAfee tuyên bố Ấn Độ nằm trong số các quốc gia hàng đầu bị các ứng dụng giả mạo nhắm đến để thu hút mọi người bằng lời hứa tiêm vắc xin.
Ở Bhopal, Ấn Độ, những người dân khu ổ chuột đã nhầm lẫn khi nghĩ rằng họ sẽ nhận được vắc-xin COVID-19 đã được phê duyệt, nhưng thay vào đó thực tế họ là một phần của thử nghiệm lâm sàng đối với vắc-xin nội địa Covaxin. Chỉ 50% số người tham gia thử nghiệm được tiêm vắc-xin, số còn lại nhận được giả dược. Một người tham gia đã nói, "... Tôi không biết rằng có khả năng là bạn được tiêm nước cất."

### Phân biệt chủng tộc trong y tế
Một số người trong các nhóm người trải qua phân biệt chủng tộc trong y tế ít sẵn sàng tin tưởng các bác sĩ và y học hiện đại do các sự cố lịch sử có thật về thí nghiệm phi đạo đức của con người và việc triệt sản không tự nguyện. Các ví dụ nổi tiếng bao gồm các cuộc thử nghiệm ma túy ở Châu Phi mà không có sự đồng ý rõ ràng, Nghiên cứu bệnh giang mai Tuskegee, chiết xuất các tế bào sinh lợi từ Henrietta Lacks, và các thí nghiệm phân biệt chủng tộc của Cornelius P. Rhoads ở Puerto Rico.
Để khắc phục kiểu thiếu tin tưởng này, các chuyên gia khuyến nghị nên bao gồm các mẫu đại diện của đa số và thiểu số trong các thử nghiệm thuốc, bao gồm cả các nhóm thiểu số trong thiết kế nghiên cứu, cẩn trọng về sự đồng ý và minh bạch về quá trình thiết kế và thử nghiệm thuốc.

## Những hiểu nhầm về vắc xin
Một số lầm tưởng về tiêm chủng góp phần vào mối quan tâm của cha mẹ và sự do dự không muốn tiêm vắc xin. Những điều này bao gồm sự vượt trội được cho là của sự lây nhiễm tự nhiên khi so sánh với việc tiêm chủng, đặt câu hỏi liệu vắc-xin ngừa bệnh có nguy hiểm không, liệu vắc-xin có đặt ra tình huống khó xử về đạo đức hoặc tôn giáo hay không, cho rằng vắc-xin không hiệu quả, đề xuất các cách tiếp cận chưa được chứng minh hoặc không hiệu quả như là lựa chọn thay thế cho vắc-xin và các thuyết âm mưu tập trung vào việc không tin tưởng đối với chính phủ và các tổ chức y tế.

### Tiêm phòng khi bị bệnh
Nhiều bậc cha mẹ lo ngại về sự an toàn của việc tiêm phòng khi con họ bị ốm. Bệnh cấp tính từ trung bình đến nặng có hoặc không kèm theo sốt thực sự là một yếu tố cần phòng ngừa khi xem xét tiêm chủng. Vắc xin vẫn có hiệu lực trong thời gian bị bệnh ở trẻ nhỏ. Lý do việc vắc-xin có thể bị tạm ngưng nếu trẻ bị bệnh từ trung bình đến nặng là vì một số tác dụng phụ dự kiến của việc tiêm chủng (ví dụ như sốt hoặc phát ban) có thể bị nhầm lẫn với sự tiến triển của bệnh. Tiêm vắc-xin là an toàn cho trẻ em có biểu hiện cảm lạnh thông thường.

### Nhiễm trùng tự nhiên
Một lầm tưởng phổ biến khác về việc chống lại vắc-xin là hệ thống miễn dịch tạo ra khả năng bảo vệ miễn dịch tốt hơn để phản ứng với việc nhiễm trùng tự nhiên hơn là được tiêm chủng. Trong một số trường hợp, việc nhiễm bệnh thực sự có thể tạo ra miễn dịch suốt đời. Tuy nhiên, bệnh tự nhiên có nguy cơ gây hại cho sức khỏe con người cao hơn so với vắc xin. Ví dụ, việc nhiễm varicella tự nhiên có nguy cơ bội nhiễm vi khuẩn với liên cầu nhóm A cao hơn.

### Vắc xin HPV
Ý kiến cho rằng vắc-xin HPV có liên quan đến việc gia tăng hành vi tình dục không được chứng minh bằng các bằng chứng khoa học. Một cuộc đánh giá gần 1.400 trẻ em gái vị thành niên không tìm thấy sự khác biệt nào trong việc mang thai ở tuổi vị thành niên, tỷ lệ lây nhiễm bệnh lây truyền qua đường tình dục, hoặc tư vấn về biện pháp tránh thai bất kể họ đã tiêm vắc xin HPV hay chưa. Hàng ngàn người Mỹ chết mỗi năm vì các bệnh ung thư có thể phòng ngừa được bằng vắc-xin.

### Lịch tiêm chủng
Các mối quan tâm khác đã được đưa ra về lịch tiêm chủng do Ủy ban Tư vấn về Thực hành Tiêm chủng (ACIP) khuyến nghị. Lịch tiêm chủng được thiết kế để bảo vệ trẻ em chống lại các bệnh có thể phòng ngừa được khi chúng dễ bị tổn thương nhất. Việc trì hoãn hoặc giãn cách những lần tiêm chủng này sẽ làm tăng thời gian trẻ dễ mắc các bệnh này. Tiêm vắc-xin theo lịch do ACIP khuyến nghị không liên quan đến chứng tự kỷ hoặc chậm phát triển.

## Tác động của việc giảm tiêm chủng

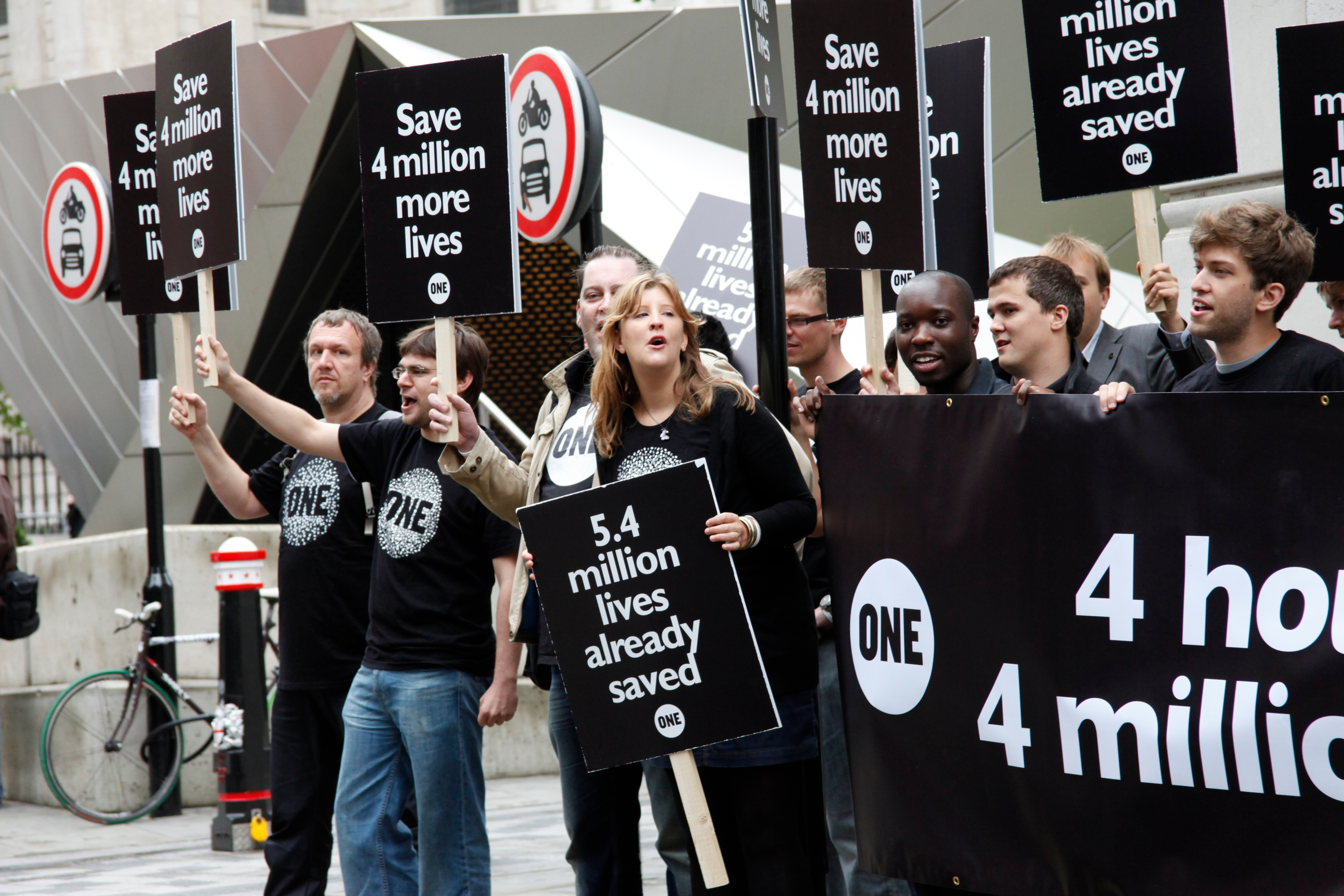
Các nhà vận động tại London giương biểu ngữ ủng hộ tiêm chủng mở rộng ở các nước đang phát triển

Ở một số quốc gia, việc giảm sử dụng một số loại vắc-xin đã kéo theo sự gia tăng tỷ lệ mắc và tử vong của các căn bệnh này. Theo Trung tâm Kiểm soát và Phòng ngừa Dịch bệnh, việc tiếp tục bao phủ vắc xin ở mức cao là cần thiết để ngăn chặn sự bùng phát trở lại của những căn bệnh gần như đã được loại bỏ. Ho gà vẫn là một vấn đề sức khỏe lớn ở các nước đang phát triển, nơi không thực hành tiêm chủng đại trà; Tổ chức Y tế Thế giới ước tính bệnh trên đã gây ra 294.000 ca tử vong vào năm 2002. Sự chần chừ của vắc xin đã góp phần vào sự bùng phát trở lại của các bệnh có thể phòng ngừa được. Ví dụ, vào năm 2019, số trường hợp mắc bệnh sởi tăng 30% trên toàn thế giới và nhiều trường hợp xảy ra ở các quốc gia đã gần như xóa bỏ bệnh sởi.

### Stockholm, bệnh đậu mùa (1873–74)
Một chiến dịch chống tiêm chủng được thúc đẩy bởi sự phản đối của tôn giáo, lo ngại về hiệu quả và lo ngại về quyền cá nhân đã khiến tỷ lệ tiêm chủng ở Stockholm giảm xuống chỉ còn hơn 40%, so với khoảng 90% ở những nơi khác ở Thụy Điển. Một trận dịch đậu mùa lớn bắt đầu tại Stockholm vào năm 1873. Dịch này đã dẫn đến sự gia tăng trong việc sử dụng vắc-xin và chấm dứt dịch bệnh.

### Vương quốc Anh, bệnh ho gà (những năm 1970 - 80)
Trong một báo cáo năm 1974, mô tả 36 phản ứng với vắc-xin ho gà, một tổ chức hàn lâm về y tế công cộng nổi bật tuyên bố rằng vắc-xin này là chỉ có hiệu quả rất thấp và đặt câu hỏi liệu lợi ích của nó lớn hơn những rủi ro của nó, và truyền hình và báo chí ngành bảo hiểm với các phóng sự kéo dài gây ra sự sợ hãi. Tỷ lệ sử dụng vắc xin ở Anh giảm từ 81% xuống 31%, và dịch bệnh ho gà kéo theo sau đó, dẫn đến cái chết của một số trẻ em. Ý kiến của y tế chính thống tiếp tục ủng hộ tính hiệu quả và an toàn của vắc xin; Niềm tin của công chúng Anh đã được khôi phục sau khi công bố đánh giá lại trên toàn quốc về hiệu quả của vắc xin. Số lượng tiêm vắc xin sau đó đã tăng lên mức trên 90%, và tỷ lệ mắc bệnh giảm đáng kể.

### Thụy Điển, bệnh ho gà (1979–96)
Trong thời gian tạm hoãn tiêm chủng xảy ra khi Thụy Điển đình chỉ tiêm vắc xin phòng bệnh ho gà từ năm 1979 đến năm 1996, 60% trẻ em của nước này mắc bệnh trước 10 tuổi; giám sát y tế chặt chẽ giữ cho tỷ lệ tử vong do ho gà ở mức khoảng một người mỗi năm.

### Hà Lan, bệnh sởi (1999–2000)
Một vụ bùng phát tại một cộng đồng tôn giáo và trường học ở Hà Lan khiến ba người chết và 68 trường hợp nhập viện trong số 2.961 ca. Người dân ở một số tỉnh bị ảnh hưởng có mức độ tiêm chủng cao, ngoại trừ một trong các giáo phái tôn giáo, theo truyền thống không chấp nhận tiêm chủng. Chín mươi lăm phần trăm những người mắc bệnh sởi chưa được chủng ngừa.

### Vương quốc Anh và Ireland, bệnh sởi (2000)
Kết quả của cuộc tranh cãi về vắc-xin MMR, tỷ lệ tiêm chủng đã giảm mạnh ở Vương quốc Anh sau năm 1996. Từ cuối năm 1999 cho đến mùa hè năm 2000, đã có một đợt bùng phát bệnh sởi ở Bắc Dublin, Ireland. Vào thời điểm đó, mức độ tiêm chủng quốc gia đã giảm xuống dưới 80%, và ở các vùng của Bắc Dublin, mức độ này là khoảng 60%. Đã có hơn 100 trường hợp nhập viện từ hơn 300 trường hợp. Ba trẻ em tử vong và một số em khác bị ốm nặng, một số em phải thở máy để hồi phục.

### Nigeria, bệnh bại liệt, bệnh sởi, bệnh bạch hầu (2001–)
Vào đầu thập kỷ đầu tiên của thế kỷ 21, các nhà lãnh đạo tôn giáo bảo thủ ở miền bắc Nigeria, vốn nghi ngờ về y học phương Tây, đã khuyên các tín đồ của họ không nên cho con cái họ tiêm vắc xin bại liệt uống. Việc tẩy chay đã được thống đốc bang Kano tán thành, và việc tiêm chủng đã bị đình chỉ trong vài tháng. Sau đó, bệnh bại liệt xuất hiện trở lại ở hàng chục nước láng giềng trước đây không bị bại liệt của Nigeria, và các xét nghiệm di truyền cho thấy loại virus này giống loại có nguồn gốc ở miền bắc Nigeria. Nigeria đã trở thành nước xuất khẩu ròng virus bại liệt sang các nước láng giềng châu Phi. Người dân ở các bang phía bắc cũng được báo cáo là phải cảnh giác với các loại vắc-xin khác, và Nigeria đã báo cáo hơn 20.000 trường hợp mắc bệnh sởi và gần 600 trường hợp tử vong do bệnh sởi từ tháng 1 đến tháng 3 năm 2005.
Ở miền Bắc Nigeria, người ta thường tin rằng tiêm chủng là một chiến lược do người phương Tây tạo ra để giảm dân số của người miền Bắc. Kết quả của niềm tin này là một số lượng lớn người miền Bắc từ chối tiêm chủng. Năm 2006, Nigeria chiếm hơn một nửa tổng số ca bại liệt mới trên toàn thế giới. Các đợt bùng phát dịch tiếp tục sau đó; ví dụ, ít nhất 200 trẻ em đã chết trong đợt bùng phát bệnh sởi cuối năm 2007 ở Bang Borno.

### Hoa Kỳ, bệnh sởi (2005–)

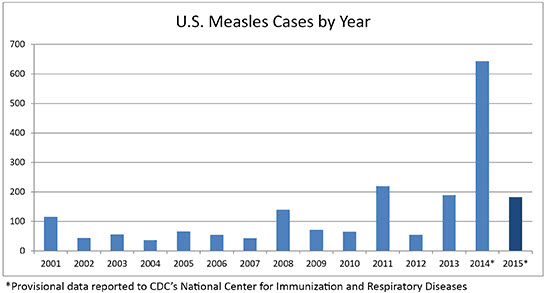
Số ca bệnh sởi tại Hoa Kỳ theo năm.

Năm 2000, bệnh sởi đã được tuyên bố bị loại trừ khỏi Hoa Kỳ vì sự lây truyền trong nước đã bị gián đoạn trong một năm; các trường hợp còn lại được báo cáo là do nhập khẩu.
Một đợt bùng phát bệnh sởi năm 2005 ở bang Indiana của Hoa Kỳ được cho là do các bậc cha mẹ từ chối cho con họ đi tiêm chủng.
Trung tâm Kiểm soát và Phòng ngừa Dịch bệnh Hoa Kỳ (CDC) báo cáo rằng ba đợt bùng phát bệnh sởi lớn nhất trong năm 2013 được cho là do các nhóm người không được tiêm chủng do niềm tin triết học hoặc tôn giáo của họ. Tính đến tháng 8 năm 2013, ba địa điểm bùng phát – Thành phố New York, Bắc Carolina và Texas – góp phần vào 64% trong số 159 trường hợp mắc bệnh sởi được báo cáo ở 16 tiểu bang.
Số trường hợp mắc bệnh trong năm 2014 tăng gấp bốn lần lên 644 ca, bao gồm cả sự lây truyền của những du khách không được tiêm phòng đến Disneyland ở California. Khoảng 97% các trường hợp trong nửa đầu năm được xác nhận là do nhập khẩu trực tiếp hoặc gián tiếp (số còn lại là không rõ), và 49% từ Philippines. Hơn một nửa số nạn nhân (165 trong số 288, hay 57%) trong thời gian đó được xác nhận là không được chủng ngừa theo lựa chọn; 30 người (10%) được xác nhận đã được tiêm chủng. Số lượng cuối cùng của bệnh sởi trong năm 2014 là 668 ca ở 27 tiểu bang.
Từ ngày 1 tháng 1 đến ngày 26 tháng 6 năm 2015, 178 người từ 24 tiểu bang và Quận Columbia đã được báo cáo mắc bệnh sởi. Hầu hết các ca bệnh này (117 ca [66%]) là một phần của đợt bùng phát lớn ở nhiều bang liên quan đến Disneyland ở California, tiếp tục từ năm 2014. Phân tích của các nhà khoa học CDC cho thấy loại vi rút sởi trong đợt bùng phát này (B3) giống với loại vi rút đã gây ra vụ dịch sởi lớn ở Philippines năm 2014. Vào ngày 2 tháng 7 năm 2015, ca tử vong đầu tiên được xác nhận do bệnh sởi trong vòng 12 năm đã được ghi nhận. Một phụ nữ bị suy giảm miễn dịch ở bang Washington đã bị nhiễm bệnh và sau đó đã chết vì viêm phổi do mắc bệnh sởi.
Vào tháng 7 năm 2016, một đợt bùng phát bệnh sởi kéo dài 3 tháng ảnh hưởng đến ít nhất 22 người đã được lan truyền do các nhân viên không được tiêm phòng của trung tâm giam giữ Eloy, Arizona , một cơ sở Thực thi Di trú và Hải quan (ICE) thuộc sở hữu của nhà điều hành nhà tù vì lợi nhuận CoreCivic. Giám đốc y tế của Quận Pinal cho rằng đợt bùng phát có thể bắt nguồn từ một người di cư, nhưng những người bị giam giữ đã được tiêm phòng ngay tại đó. Tuy nhiên, việc thuyết phục nhân viên của CoreCivic tiêm chủng hoặc chứng minh bằng chứng về khả năng miễn dịch khó hơn nhiều, ông nói.
Vào mùa xuân năm 2017, một đợt bùng phát bệnh sởi đã xảy ra ở Minnesota. Tính đến ngày 16 tháng 6, 78 trường hợp mắc bệnh sởi đã được xác nhận trong tiểu bang, 71 trường hợp chưa được chủng ngừa và 65 người là người Mỹ gốc Somalia. Sự bùng phát này được cho là do tỷ lệ tiêm chủng thấp ở trẻ em người Mỹ gốc Somalia, có thể bắt nguồn từ năm 2008, khi các bậc cha mẹ Somalia bắt đầu bày tỏ lo ngại về số lượng trẻ mẫu giáo Somali cao không tương xứng trong các lớp giáo dục đặc biệt đang nhận các dịch vụ điều trị rối loạn phổ tự kỷ. Cùng lúc đó, cựu bác sĩ bị thất sủng Andrew Wakefield đã đến thăm Minneapolis, hợp tác với các nhóm chống vắc-xin để nêu lên mối quan ngại rằng vắc-xin là nguyên nhân gây ra chứng tự kỷ, mặc dù thực tế là nhiều nghiên cứu đã cho thấy không có mối liên hệ nào giữa vắc-xin MMR và chứng tự kỷ.
Từ mùa thu năm 2018 đến đầu năm 2019, Bang New York trải qua đợt bùng phát hơn 200 trường hợp mắc bệnh sởi được xác nhận. Nhiều trường hợp trong số này được cho là do các cộng đồng Do Thái cực đoan Chính thống giáo với tỷ lệ tiêm chủng thấp ở các khu vực thuộc Quận Brooklyn và Rockland. Ủy viên Y tế bang Howard Zucker tuyên bố rằng đây là đợt bùng phát bệnh sởi tồi tệ nhất trong ký ức gần đây của ông.
Vào tháng 1 năm 2019, tiểu bang Washington đã báo cáo một đợt bùng phát của ít nhất 73 trường hợp được xác nhận mắc bệnh sởi, hầu hết ở quận Clark, nơi có tỷ lệ miễn tiêm chủng cao hơn so với phần còn lại của tiểu bang. Điều này khiến thống đốc bang Jay Inslee phải ban bố tình trạng khẩn cấp và quốc hội của bang đưa ra luật không cho phép miễn tiêm chủng vì lý do cá nhân hoặc triết học.

### Wales, bệnh sởi (2013–)
Năm 2013, một đợt bùng phát bệnh sởi đã xảy ra tại thành phố Swansea của Wales . Một trường hợp tử vong đã được báo cáo. Một số ước tính chỉ ra rằng trong khi tỷ lệ hấp thụ MMR ở trẻ hai tuổi là 94% ở Wales vào năm 1995, thì nó đã giảm xuống mức thấp nhất là 67,5% ở Swansea vào năm 2003, có nghĩa là khu vực này có nhóm tuổi "dễ bị tổn thương". Điều này có liên quan đến cuộc tranh cãi về vắc-xin MMR, khiến một số lượng đáng kể các bậc cha mẹ lo sợ việc cho phép con họ tiêm vắc-xin MMR. Ngày 5 tháng 6 năm 2017, đã chứng kiến một đợt bùng phát bệnh sởi mới ở Wales, tại Trường Trung học Lliswerry ở thị trấn Newport.

### Hoa Kỳ, uốn ván
Hầu hết các trường hợp uốn ván ở trẻ em ở Mỹ xảy ra ở trẻ em chưa được tiêm chủng. Ở Oregon, vào năm 2017, một cậu bé chưa được tiêm chủng đã bị một vết thương trên da đầu mà cha mẹ cậu đã tự khâu lại. Sau đó cậu bé đến bệnh viện với căn bệnh uốn ván. Cậu bé đã phải trải qua 47 ngày trong Đơn vị Chăm sóc Đặc biệt (ICU) và tổng cộng 57 ngày trong bệnh viện, với số tiền 811.929 đô la, chưa bao gồm chi phí vận chuyển cậu đến Đại học Khoa học và Sức khỏe Oregon, Bệnh viện Nhi đồng Doernbecher, và chi phí cho hai tuần rưỡi phục hồi chức năng nội trú. Mặc dù vậy, cha mẹ cậu đã từ chối việc tiêm vắc xin phòng ngừa uốn ván sau đó và các loại vắc xin khác. Do các quy định về quyền riêng tư, việc xác định danh tính người thanh toán chi phí đã bị cấm.

### Romania (2016 – nay)
Tính đến tháng 9 năm 2017, một dịch sởi đang diễn ra trên khắp châu Âu, đặc biệt là Đông Âu. Ở Romania, có khoảng 9300 trường hợp mắc bệnh và 34 người (tất cả đều chưa được tiêm phòng) đã tử vong. Điều này xảy ra trước một cuộc tranh cãi năm 2008 liên quan đến vắc-xin HPV. Vào năm 2012, bác sĩ Christa Todea-Gross đã xuất bản một cuốn sách có thể tải xuống miễn phí trực tuyến, cuốn sách này chứa thông tin sai lệch về tiêm chủng từ nước ngoài được dịch sang tiếng Romania, điều này đã kích thích đáng kể sự phát triển của phong trào chống vắc xin. Chính phủ Romania đã chính thức tuyên bố dịch sởi vào tháng 9/2016 và bắt đầu chiến dịch thông tin khuyến khích các bậc cha mẹ cho con em mình đi tiêm chủng. Tuy nhiên, đến tháng 2 năm 2017, kho dự trữ vắc-xin MMR đã cạn kiệt và các bác sĩ bị quá tải. Vào khoảng tháng 4, kho dự trữ vắc xin đã được khôi phục. Đến tháng 3 năm 2019, số người chết đã tăng lên 62 người, với 15.981 ca nhiễm được báo cáo.

### Samoa, bệnh sởi (2019)
Đợt bùng phát bệnh sởi ở Samoa 2019 bắt đầu từ tháng 10 năm 2019 và tính đến ngày 12 tháng 12, đã có 4.995 trường hợp mắc bệnh sởi được xác nhận và 72 trường hợp tử vong, trong tổng số 201.316 dân số của Samoa. Tình trạng khẩn cấp đã được ban bố vào ngày 17 tháng 11, ra lệnh đóng cửa tất cả các trường học, cấm trẻ em dưới 17 tuổi tham gia các sự kiện công cộng và bắt buộc phải tiêm phòng. UNICEF đã gửi 110.500 vắc xin đến Samoa. Tonga và Fiji cũng đã ban bố tình trạng khẩn cấp.
Vụ bùng phát này được cho là do lượng vắc-xin sởi giảm mạnh so với năm trước, sau sự cố năm 2018 khi hai trẻ sơ sinh tử vong ngay sau khi tiêm vắc-xin sởi, khiến cả nước phải tạm dừng chương trình tiêm vắc-xin sởi. Nguyên nhân khiến hai cháu bé tử vong là do hai y tá pha trộn thuốc gây mê hết hạn sử dụng vào vắc-xin. Tính đến ngày 30/11, hơn 50.000 người đã được chính phủ Samoa tiêm chủng.